# Blotto
Blotto (br.: “Noites de Farra”/ “Os Boêmios do Barulho” - TV) é um filme de curta-metragem estadunidense de 1930 do gênero comédia pastelão dirigido por James Parrott para a Metro-Goldwyn-Mayer. A produção é de Hal Roach e é estrelada por Laurel & Hardy.

## Elenco
- Stan Laurel...Stan
- Oliver Hardy...Ollie
- Anita Garvin...Madame Laurel (substituída na versão espanhola por Linda Loredo)
- Baldwin Cooke...garçom
- Dick Gilbert
- Charlie Hall...taxista
- Tiny Sandford...Garçom
- Jean De Briac...lojista
- Jack Hill
- Symona Boniface...Senhora que senta na cadeira molhada (apenas na versão espanhola)

## Sinopse
Durante a Lei Seca, Stan e Ollie combinam de irem à inauguração do clube noturno Rainbow e se embriagarem. À noite, Ollie liga para Stan que não conseguiu uma boa desculpa para a esposa deixá-lo sair de casa. Ollie dá a ideia a Stan de escrever um telegrama para si mesmo dizendo para sair por problemas de negócios. Mas a senhora Laurel ouve na extensão telefônica, não só sobre o clube mas também que Stan pretendia pegar uma garrafa de licor que ela guardava na cozinha. Sem demora, ela apanha a garrafa, joga o conteúdo fora e substitui por chá com pimenta. Depois finge acreditar no telegrama e deixa Stan sair com a bebida sob o paletó. Os dois amigos vão para o clube enquanto ela se dirige a uma loja de armas e compra uma espingarda de cano duplo. Armada, ela se dirige ao clube e encontra Stan e Ollie numa mesa gargalhando sobre terem-na enganado. Ela corre atrás da dupla que consegue chegar à rua e apanhar um táxi. Mas, com um tiro certeiro disparado pela Senhora Laurel, o automóvel fica destroçado.

## Produção
O filme original não tinha música exceto por um acompanhamento de orquestra da canção Ku Ku nos letreiros de abertura. Essa versão não está disponível, tendo sobrevivido apenas uma cópia censurada para relançamento em  1937, com as sequências "pré-censura" tendo sido removidas (cerca de um rolo de filme foi cortado). Nesse relançamento, música de fundo foi adicionada e misturava um pouco de som de jazz de Leroy Shield e algumas comuns que apareciam nas produções de 1937 por Hal Roach.
Apesar da produção original de 1930 ser atualmente considerada um filme perdido, a versão espanhola produzida pela MGM com o título La Vida Nocturna sobreviveu e mostra como fora originariamente apresentado, inclusive com a inclusão de uma gag com um ventilador quando Stan diz que precisava de "ar puro". Essa sequência não está disponível na versão em inglês por danos no negativo.

## Versão internacional
Houve uma refilmagem em língua espanhola com o título La Vida Nocturna. Essa versão foi lançada no Brasil e chamada de "Cantando na Chuva".